# أثب مهدب
أثب مهدب (الاسم العلمي: Eragrostis cilianensis) هي نوع نباتي يتبع جنس الأثب من الفصيلة النجيلية